# Anatolius van Constantinopel

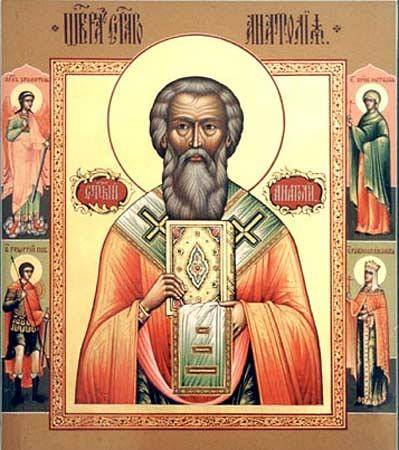
Anatolius van Constantinopel

De heilige Anatolius van Constantinopel (Grieks: Ανατόλιος) (Alexandrië 5e eeuw - 3 juli 458) was patriarch van Constantinopel.
Anatolius was afkomstig uit de Egyptische stad Alexandrië. Daar diende hij als priester onder patriarch Dioscorus I van Alexandrië, een aanhanger van de leer van Eutyches. Die leer zou later worden veroordeeld op het concilie van Chalcedon.
In december 449 werd Anatolius benoemd tot aartsbisschop van Constantinopel. Tijdens het Concilie van Calchedon van 451 werd ook beslist dat die functie voortaan patriarch van Constantinopel zou gaan heten. Op die manier begon ook meteen het conflict met de bisschoppen van Rome, die weigerden te erkennen dat de andere patriarchaten evenwaardig waren aan de Kerk van Rome.
In 457 kroonde Anatolius ook Leo I tot keizer van het Oost-Romeinse Rijk. Het was de eerste keer dat die cerenomie werd voltrokken door de patriarch van Constantinopel.
Aan patriarch Anatolius wordt ook een hele reeks Griekse hymnen toegeschreven.
Zijn feestdag is op 16 juli.